# Anton Otto (Theologe)
Anton Otto, auch Otho oder Ottho, (* ca. 1505 wahrscheinlich in Herzberg (Harz) oder Herzberg (Elster); † vermutlich 1588) war ein deutscher lutherischer Theologe und Pfarrer.

## Leben
Otto studierte in Wittenberg, wo er 1539 den Magistergrad erwarb. Er war Pfarrer in Gräfenhainichen, bis er 1543 in das Amt des pastor primarius an die Kirche St. Nikolai in Nordhausen berufen wurde, nachdem er eine Stelle in Dänemark abgelehnt hatte. Dort gab er 1552 eine Zusammenstellung von Martin Luthers Prophezeiungen heraus, später auch eine Sammlung seiner Gebete. In den nachreformatorischen Streitigkeiten trat er auf der Seite der Gnesiolutheraner gegen die von Philipp Melanchthon geführten Wittenberger Theologen ein und veröffentlichte einige Streitschriften. Als er aber 1565 Melanchthons Lehre vom „dritten Gebrauch des Gesetzes“ (Usus in renatis) angriff und forderte, das Gesetz solle von der Kanzel aufs Rathaus verbannt werden, griffen ihn sogar führende Gnesiolutheraner wie Matthias Flacius als „Antinomisten“ an (siehe Antinomistischer Streit). 1568 wurde Otto wegen seiner Streitsucht in Nordhausen entlassen und aus der Stadt verwiesen. Sein weiteres Schicksal galt lange als unbekannt.
Erst im 20. Jahrhundert wurde festgestellt, dass er von 1569 bis 1573 als Pfarrer in Buttstädt wirkte und ab 1574 Hausprediger der Familie vom Hagen auf der Wasserburg Deuna im Eichsfeld war. Er beschloss sein Leben anscheinend als Pfarrer in Stöckey.